# Lydia T. Black
Lydia T. Black (Kiev, 16 de dezembro de 1925 – Kodiak, 12 de março de 2007) foi uma antropóloga americana. Ela ganhou um American Book Award pela obra Russians in Tlingit America: The Battles of Sitka, 1802 And 1804.

## Biografia
Ela cresceu em Kiev, antiga União Soviética. Seu pai foi executado em 1933 e sua mãe morreu de tuberculose em 1941. Durante a Segunda Guerra Mundial, ela foi enviada para um campo de trabalho forçado alemão. Depois da guerra, em Munique, ela era zeladora. Ela foi alistada pelos americanos como tradutora, no campo de crianças deslocadas da Administração das Nações Unidas para Assistência e Reabilitação (abreviado do inglês: UNRRA), já que falava seis idiomas. Ela se casou com Igor Black e imigrou em 1950.
Ela se formou na Universidade Brandeis com bacharelado e mestrado em 1971, e concluiu o doutorado na Universidade de Massachusetts Amherst dois anos depois. Ela deu aulas no Providence College a partir de 1973. Lydia também lecionou na Universidade do Alasca Fairbanks de 1984 a 1998. Ela trabalhou traduzindo e catalogando os arquivos russos do Seminário Teológico Ortodoxo de São Hermano, ganhando a Cruz de São Hermano. Em abril de 2001, ela, juntamente com o colega antropólogo e historiador e colega próximo Richard Pierce, os historiadores Barbara Sweetland Smith, John Middleton-Tidwell e Viktor Petrov (póstumo), foi condecorada pela Federação Russa com a Medalha da Ordem da Amizade, que eles receberam no consulado russo em San Francisco.
Ela está enterrada no Cemitério Kodiak City.

## Vida pessoal
Ela se casou com Igor A. Black (falecido em 1969), um engenheiro de empreiteiros da NASA e, posteriormente, tiveram quatro filhas.

## Obras publicadas
- Russians in Alaska, 1732-1867 (em inglês). [S.l.]: University of Alaska Press. 2004. ISBN 978-1-889963-04-4
- Nora Dauenhauer; Richard Dauenhauer; Lydia Black, eds. (2008). Russians in Tlingit America (em inglês). [S.l.]: University of Washington Press. ISBN 978-0-295-98601-2
- The journals of Iakov Netsvetov: the Yukon years, 1845-1863. Traduzido por Lydia T. Black. [S.l.]: The Limestone Press. 1984. ISBN 978-0-919642-01-0